# Cantonul Pornic
Cantonul Pornic este un canton din arondismentul Saint-Nazaire, departamentul Loire-Atlantique, regiunea Pays de la Loire, Franța.

## Comune
- Arthon-en-Retz
- La Plaine-sur-Mer
- Pornic (reședință)
- Préfailles
- Saint-Michel-Chef-Chef